# خاندان هادور
خاندان هادور  نام خاندانی خیالی بر اساس داستانی از تالکین می‌باشد.
پرآوازه‌ترین خاندان از خاندانهای سه‌گانه اداین، خاندان اعقاب و پیروان هادور لوریندول. هورین تالیون، تورین تورامبار، تور و هور همگی از این خاندان بودند.